# Utagawa Kuniyasu I
En aquest nom japonès, el cognom és Utagawa.
Utagawa Kuniyasu (1794–1832) va ser un artista japonès, membre de l'Escola Utagawa, conegut per les seves pintues d'estil Ukiyo-e. Va ser deixeble d'Utagawa Toyokuni
Les seves obres més primerenques són les il·lustracions en el llibre Hanashi no momochidori噺の百千鳥. Va il·lustrar un centenar de llibres durant la seva carrera i va dibuixar diverses Bijinga i Yakusha-e.

## Galeria

Obres d'Utagawa Kuniyasu
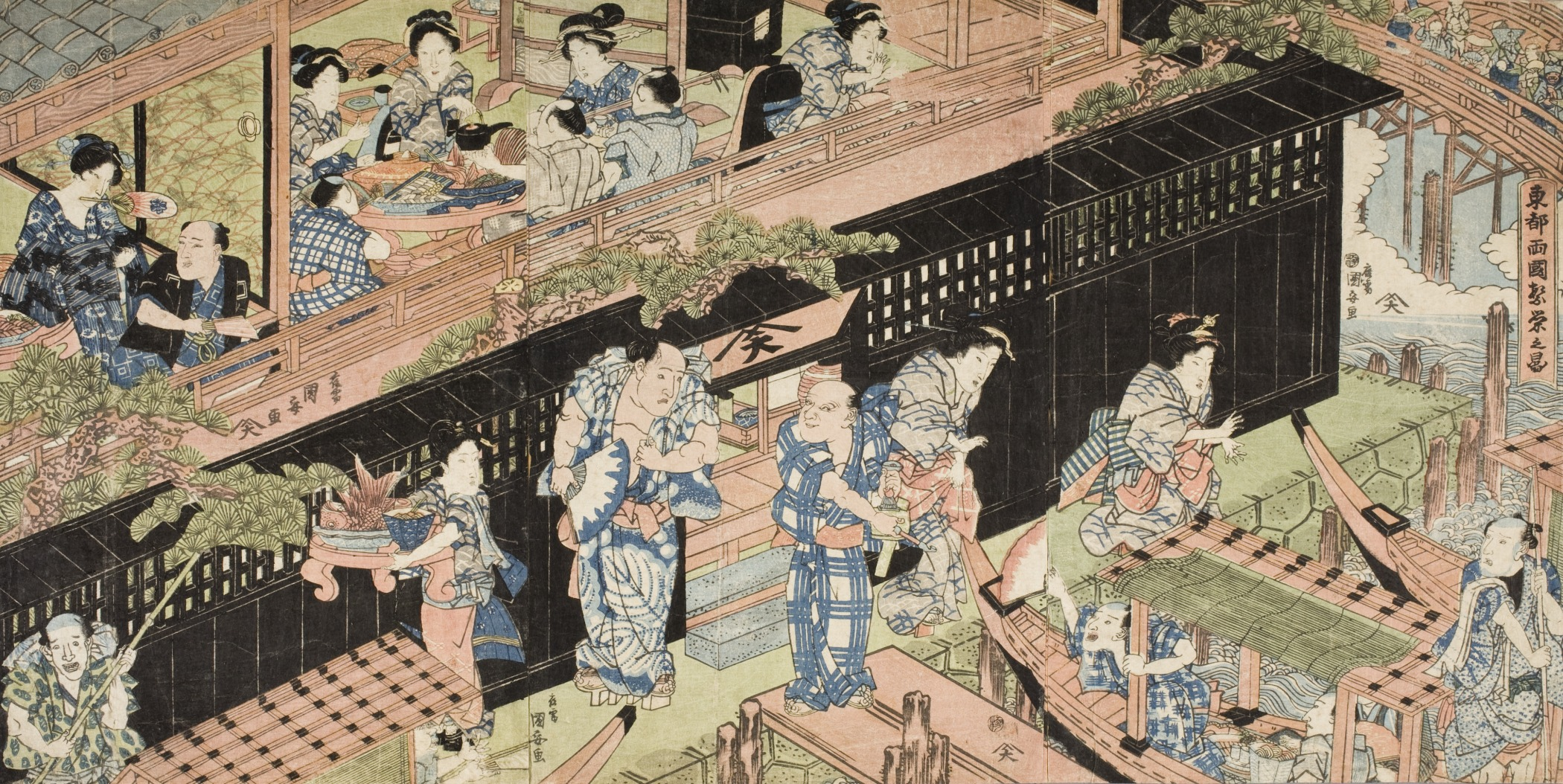
Gent a Ryōgoku
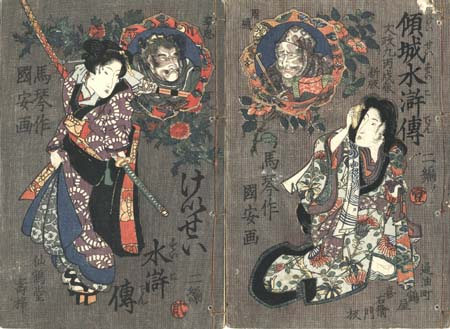
Keisei Suikoden, 1826
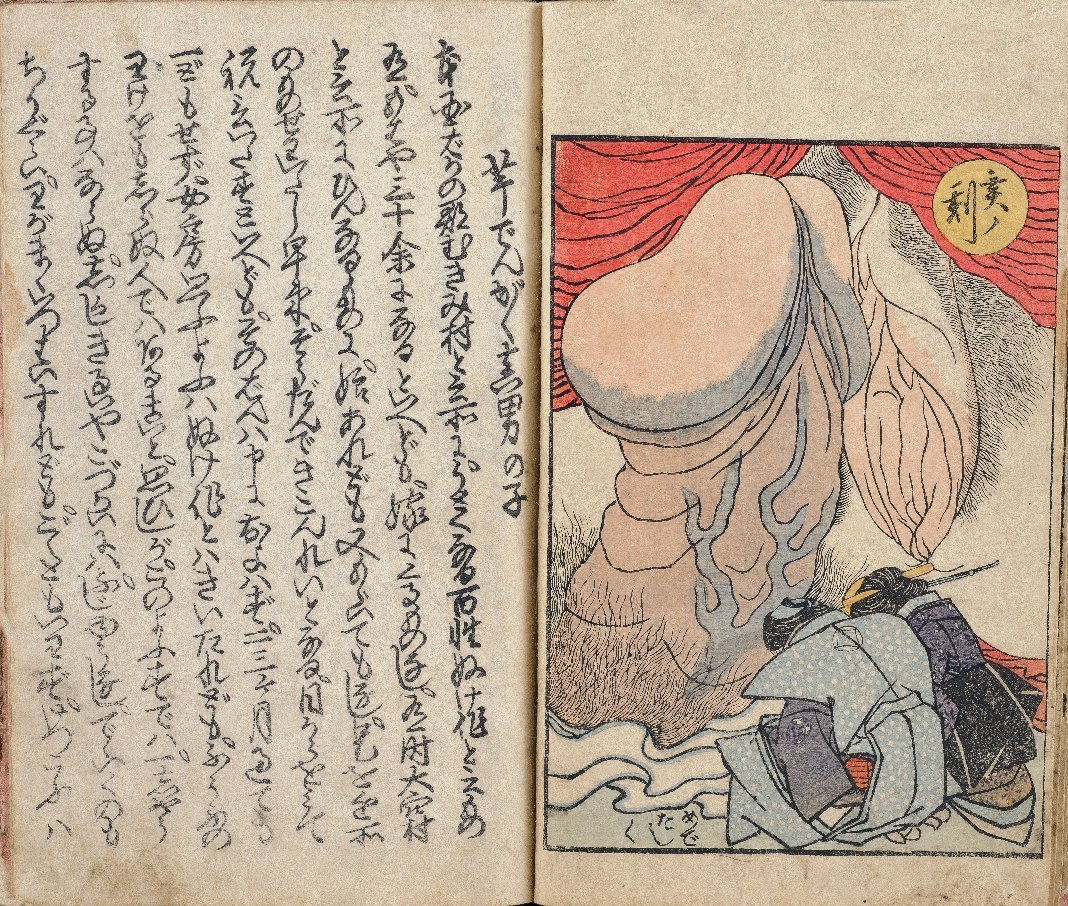
Port de l'Amor a l'Illa de les Dones, 1830
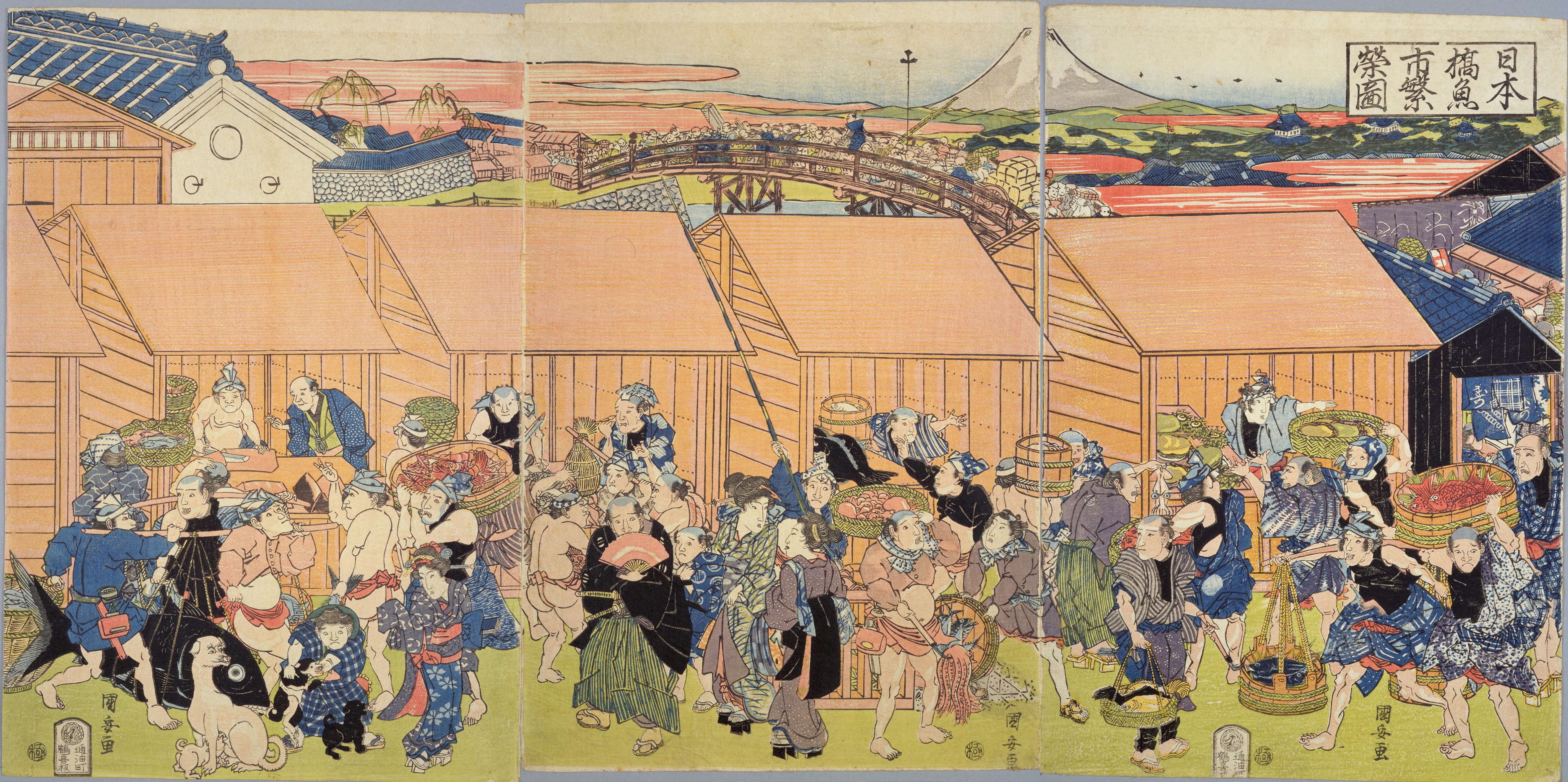
La prosperitat del mercat de peix Nihonbashi